# Transakcja walutowa
Transakcje walutowe – transakcje sprzedaży walut postawionych sobie wzajemnie do dyspozycji przez strony w nich uczestniczące. Transakcje takie mogą być zawierane przez osoby fizyczne, podmioty gospodarcze, inne osoby prawne i banki, które sprzedają walutę zagraniczną za walutę krajową, rzadziej zaś za inną walutę obcą, lub kupują walutę obcą za walutę krajową. Przy zawieraniu transakcji powinien być określony kurs waluty oraz termin wzajemnej dostawy walut. W warunkach transformacji mogą wystąpić kursy kasowe i kursy terminowe.
Kursy kasowe, zwane również kursami spot, występują wtedy, kiedy waluty są pozostawione do wzajemnej dyspozycji natychmiast, najpóźniej jednak w ciągu dwóch dni roboczych od chwili zawarcia transakcji. Są to operacje kasowe.
Kursy terminowe obowiązują w transakcjach terminowych, zwanych również transakcjami forward. Kursy te ustala się w momencie zawierania transakcji, a wzajemne przekazanie walut do dyspozycji kontrahentów, po poprzednio ustalonym kursie, następuje w uzgodnionym terminie (późniejszym). Najczęściej stosuje się typowe terminy dostawy walut, wynoszące 1, 3, 6 miesięcy.
Specyficzną odmianą transakcji walutowych jest arbitraż walutowy polegający na kupnie i sprzedaży przez banki walut obcych na różnych rynkach walutowych. Celem jest osiągnięcie zysku w wyniku różnych kursów walut występujących na tych rynkach. Jeżeli bank kupuje jedną walutę i sprzedaje ją za inną walutę, to taką transakcję nazywa się arbitrażem prostym, jeżeli natomiast bank kupuje i sprzedaje kilka różnych walut, to jest to arbitraż walutowy złożony.